# Baeoalitriozus diospyri
Baeoalitriozus diospyri (psílido del caqui) es una especie de psílido que se encuentra en los Estados Unidos y México. Se alimenta de caqui japonés, así como de caquis ornamentales y nativos.
Tiene un tamaño de 4,5 mm. Su cuerpo es de color negro brillante y pubescente; las alas anteriores son muy largas, anguladas, con una célula medial inusualmente grande.